# 金築
 金築 （カネツキ）家督は藤原北家の五摂家の近衛。羽柴秀吉の子から始まり。周防の内藤系列。